# Castelo Muness

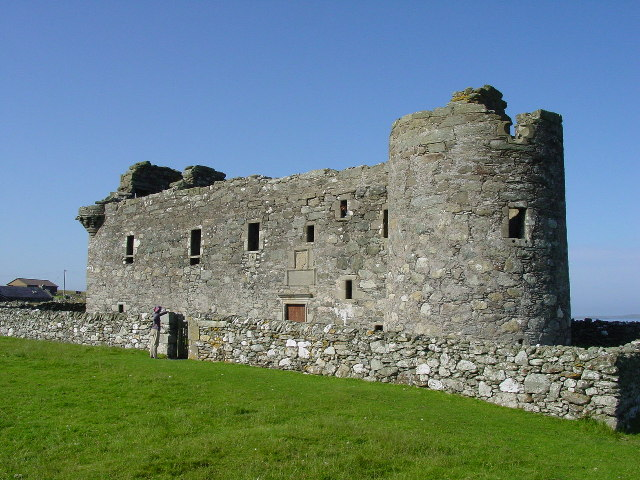
Castelo Muness, Escócia.

O Castelo Muness (em inglês:  Muness Castle) é um castelo do século XVI atualmente em ruínas localizado em Unst, Shetland, Escócia.

## História
O castelo foi fundado por um Senhor escocês chamado Laurence Bruce, que em dificuldades devido ao assassinato de um adversário, foi-lhe dada a autorização de fixar residência naquela região, tendo comprado terras e no ano de 1508 completou a Mansão de Mouness.
Por cima da porta de entrada, existe uma pedra com gravações referindo-se ao fundador:
"List ye to knaw, this building quha began

Lawrence the Bruce he was that worthy man

Quha arnestlie his ayris and afspring prayis

To help, and not to hurt this work alwayis".
A construção do castelo iniciou-se em 1598, tendo sofrido um incêndio em agosto de 1627 e nunca foi recuperado.
Encontra-se classificado na categoria "A" do "listed building" desde 13 de agosto de 1971.

## Estrutura
Consiste num edifício retangular medindo 22 metros por 8 metros, sendo que estruturalmente está intacto, tirando o piso mais superior que foi removido alguns anos depois para fornecer material para a construção de um muro.